# Genius Unternehmen Physik
Genius Unternehmen Physik ist ein vom Cornelsen Verlag erstelltes Lernspiel und der erste Teil der dreiteiligen Genius-Reihe. Das Spiel, das 2004 auf den Markt kam, handelt vom Aufstieg einer kleinen Fahrradwerkstatt zum Weltkonzern. Im Verlauf des Spiels werden physikalische Sachverhalte erlernt und angewendet.

## Systemvoraussetzungen
Mindestanforderungen:
- Pentium-PC (700 MHz)
- 128 MB Arbeitsspeicher
- 990 MB freier Festplattenspeicher
- Grafikkarte mit 32 MB Speicher (GeForce1 oder höher, ATI Radeon 8500 oder höher)
- DirectX 8.1 kompatible 16-bit Soundkarte
- Windows 98 oder höher, Windows 2000, Windows XP

## Spielprinzip

### Allgemein
Am Anfang des Spiels sucht man sich eine Region aus. Zur Auswahl stehen: Das Ruhrgebiet, Detroit, Berlin, London und Melbourne. Diese Regionen besitzen einen aufsteigenden Schwierigkeitsgrad. Entscheidende Faktoren sind dabei die verfügbare Baufläche und die verfügbaren Rohstoffvorkommen.
Das Ziel des Spiels ist es, eine Weltraummission durchzuführen. Dazu müssen eine wirtschaftlich starke Stadt aufgebaut und bestimmte
Aufgaben gelöst werden.
Im Laufe der Zeit treten insgesamt sechs Charaktere auf, die dem Spieler Ratschläge erteilen, aber auch physikalische Fragen und Entwicklungsaufträge geben.

### Planung und Wirtschaft
Man startet in jeder Region im Jahr 1850 mit einer Fahrradwerkstatt und mit einer bestimmten Summe Startkapital. Damit gilt es, einen großen Konzern aufzubauen. Geld wird durch den Export erwirtschaftet. Durch Verkauf von Waren wird Geld erwirtschaftet. Gleichzeitig muss man Wohnsiedlungen für die Arbeiter errichten. Durch den Bau von Verwaltungsgebäuden und Infrastruktur kann die Produktivität einzelner Fabriken erhöht werden.
Im Laufe der Zeit werden neue Produktionszweige und Gebäude freigeschaltet. Das Spiel orientiert sich dabei an dem realen technischen Fortschritt. Dabei passiert es oft, dass manche Produktionszweige unrentabel werden, während andere deutlich im Wert steigen. Auch dabei orientiert sich das Spiel an realen, historischen Entwicklungen auf den Märkten.

### Forschung
Im Laufe des Spiels stellen einem die Charaktere verschiedene physikalische Aufgaben aus den Teilgebieten Mechanik, Elektrizitätslehre, Astronomie, Wärmelehre und Optik. Zur Lösung der Aufgaben erhält man Hinweise in Korrespondenzen mit führenden Wissenschaftlern der Zeit sowie von einem Physikalischen Magazin. Man hat mehrere Versuche, um ein Problem zu lösen. Bei richtiger Lösung erhält man wirtschaftliche Vorteile wie Geld oder eine Produktionssteigerung. Bei falscher Lösung kann es zu sinkender Produktivität, Streik oder Geldabzug kommen. Die Aufgaben sind entsprechend dem Spielverlauf gestaltet. So verlangt zum Beispiel eine Aufgabe am Anfang, geeignete Dämmstoffe für die Toiletten der Arbeiter zu finden. Spätere Aufgaben befassen sich mit der Entwicklung von Flugzeugen und Raketen. Die Aufgaben sind sehr vielseitig: Es müssen Lückentexte gefüllt, Skizzen beschriftet, Gegenstände zugeordnet, Berechnungen erstellt oder Experimente durchgeführt werden.

## Charaktere
Die Charaktere dienen vor allem der Wissensvermittlung innerhalb des Spiels. Weiterhin sorgen sie für Motivation und verknüpfen die Spielabschnitte. Jeder Charakter hat einen eigenen Fachbereich, zu dem er besonders oft Aufgaben stellt.
- Meister Hoffmann: Gründer der Fahrradwerkstatt, die die Grundlage des eigenen Konzerns bildet. Er taucht vor allem im Anfangsstadium einer Partie mit Fragen zur Mechanik auf.
- Assistentin Maria Roloff: Emanzipierte, moderne, junge Mitarbeiterin. Ihre Aufträge beziehen sich meist auf die Entwicklung neuer Maschinen.
- Assistent Henning Wagner: Hochintelligenter, wissenschaftlicher Mitarbeiter. Stellt gerne sehr komplexe Aufgaben bezüglich Elektrotechnik und Astronomie.
- Frau Friedrich: Buchhalterin, für die Vermarktung verantwortlich. Sie gibt selten Aufträge, meistens handelt es sich dabei um allgemeine Rechenaufgaben.
- Georg: Lehrling in der Werkstatt, benötigt am Anfang Hilfe für seine bevorstehende Gesellenprüfung und stellt dazu Grundlagenfragen.
- Produktionsleiter Majowski: Vorsitzender des Betriebsrats, ein loyaler, unentbehrlicher Mitarbeiter. Auch er gibt meist Rechenaufgaben.

## Rezeption
Die Bewertungen für Genius Unternehmen Physik fielen gemischt bis positiv aus. Bei Metacritic erhielt das Spiel 63/100 Punkten.
Bei GameSpy erhielt das Spiel drei von fünf Sternen. Gelobt wurde die Idee, kritisiert wurden jedoch der teilweise sehr hohe Schwierigkeitsgrad der Aufgaben bei zu geringer Hilfestellung und die Umsetzung der Wirtschaftssimulation.

„"[D]er Edutainment-Titel "versteckt" seine Lerninhalte ganz phantastisch, bettet sie als Aufgaben in eine grafisch schön gestaltete Simulation ein, die Spieler und Fans von Siedler, Simcity und Co ansprechen wird. So kann und muss Lernsoftware wohl aussehen, damit sich der Nachwuchs wirklich freiwillig damit beschäftigt.“